# 831
831 је била проста година.

## Догађаји
- Википедија:Непознат датум — Владавина династије Абасида у Багдаду.

- Византијско-арапски рат: Цар Теофило напада абасидске територије и стиже до реке Еуфрата у североисточној Сирији. Он осваја град Тарс, али је поражен у Кападокији.
- Љето - Муслимански Арапи под Калифом Ел-Мамуном крећу у инвазију у Анадолију (модерна Турска) и освајају бројне византијске градове.
- Јесен - Муслимани Арапи поново поново враћају Сицилију, и опседају Палермо. Симеон, византијски командант царске војске, предаје град у замену за сигуран одлазак.
- Цар Луј Побожни је враћен као једини владар Франачког царства. Он обећава својим синовима Пепину I и Лудвигу II Немачкп, веће учешће у наследству. Његов најстарији син Лотар I је помилован, али осрамоћен и протеран у Италију.
- Омуртаг, владар (Кхан) Бугарског царства, умире након 17-годишње владавине. Наследи га његов најмлађи син Маламир, јер његов старији брат Енравота посветио монаштву.
- Уигхур Турк тужи сина кинеског генерала, који није успео да врати дуг од 11 милиона бакрених кованица који је издао влади. Кинески цар Вензонг је тиме толико је узнемирен да не само да смењује генерала, већ је покушао да забрани сва трговина између Кинеза и страних и сточара. Ова забрана је неуспешна и трговина са странцима се наставља, посебно у поморским деловима Кине.
- Лето - Ансгар, франачки мисионар, основао је прву цркву у Бирка (модерна Шведска). Ансгар је посвећен; Путује у Рим да прими палијум од папе Гргура IV.